# 9790 Deipyrus
A 9790 Deipyrus (ideiglenes jelölése 1995 OK8) egy kisbolygó a Naprendszerben. A Spacewatch program keretében fedezték fel 1995. július 25-én.